# Puebla de Azaba
Puebla de Azaba település Spanyolországban, Salamanca tartományban. Puebla de Azaba Ituero de Azaba, Fuenteguinaldo, Casillas de Flores, La Alberguería de Argañán, La Alamedilla és Espeja községekkel határos. Lakosainak száma 142 fő (2024).

## Népesség
A település népessége az elmúlt években az alábbi módon változott:
| Lakosok száma | 280  | 255  | 235  | 216  | 231  | 216  | 179  | 162  | 150  | 142  |
|               | 2001 | 2004 | 2007 | 2009 | 2012 | 2014 | 2017 | 2019 | 2022 | 2024 |